# زجرکشی پریانتا کومارا
پریانتا کومارا که با نام پریانتا دیوادانا نیز شناخته می‌شود، در ۳ دسامبر ۲۰۲۱ در سیالکوت، پنجاب، پاکستان که توسط گروهی از مسلمانان خشگمین به قتل رسید. او تا سرحد مرگ مورد ضرب و شتم قرار گرفت و سپس توسط گروهی از کارگران کارخانه به اتهام اهانت به مقدسات سوزانده شد. حزب راست افراطی اسلامی تحریک لبیک پاکستان مسئول و مسئول مرگ پریانتا کومارا شناخته شد.
این شهروند سریلانکایی که به مدت هفت سال در پاکستان زندگی کرده بود، مورد شکنجه، آزار و اذیت قرار گرفت و سپس کشته شد و بعداً توسط گروهی خشن در سیالکوت به آتش کشیده شد. این مرد به دلیل برداشتن پوستری که حاوی کلماتی از کتاب مقدس اسلامی قرآن بود، به طرز فجیعی به قتل رسید. مشخص شد که این مرد ظاهراً پوستر را به دلیل معلق بودن کار بازسازی ساختمان برداشته بود و به اشتباه توسط گروهی از اوباش به توهین به مقدسات متهم شد. این مرد تا حد مرگ مورد ضرب و شتم قرار گرفت و لباس‌هایش نیز توسط آشوبگران پاره شد و سپس او را روی زمین انداختند. چندین ویدئو در رسانه‌های اجتماعی پخش شد که در آنها صدها هزار مرد را می‌توان دید که در محل اطراف جسد مدیر جمع شده‌اند و طبق گزارش‌ها شعارهای TLP سر داده‌اند.

## زمینه

پریانتا دیوادانا که اهل کندی در سریلانکا بود، حدود هفت سال به عنوان مدیر کل صنایع راجکو، یک کارخانه پوشاک در سیالکوت، خدمت کرده بود. او از دانشگاه پرادنیا در کندی فارغ‌التحصیل شده بود و از پیشینه خانوادگی فقیری برخوردار بود.
دولت پاکستان در ابتدا تحریک لبیک پاکستان را به عنوان یک سازمان ستیزه‌جو معرفی و آن را ممنوع کرده بود. با این حال، دولت پس از امضای قراردادی محرمانه با این سازمان، تصمیم به لغو ممنوعیت تحریک لبیک پاکستان گرفت که پس از آن، رئیس آن سعد رضوی و سایر فعالان متهم به آتش‌سوزی و تروریسم از زندان آزاد شدند.

## گسترش حادثه
فرهان ادریس به عنوان مقصر اصلی که یکی از مغز متفکران این حادثه بود شناسایی شد و بیش از ۱۰۰ نفر توسط پلیس دستگیر شدند. مشخص شد که همه آنها که دستگیر شدند با TLP ارتباط داشتند. 

## واکنش‌ها
عمران خان، نخست‌وزیر پاکستان در توییتی با ابراز ناباوری و خشم خود نوشت: حمله به کارخانه ای در سیالکوت و زنده سوزاندن یک مدیر سریلانکایی روز شرم‌آور پاکستان است. من بر تحقیقات نظارت می‌کنم که اشتباهی صورت نگیرد، همه مسئولین به شدت مجازات خواهند شد. دستگیری‌هایی در حال انجام است». 
در ۴ دسامبر ۲۰۲۱، هم دولت سریلانکا و هم حزب مخالف این حادثه نژادپرستانه را محکوم کردند و خواستار اقدام فوری برای مجازات عاملان شدند. پارلمان سریلانکا از مقامات پاکستان خواست تا از حقوق کارگران مهاجر سریلانکا در پاکستان محافظت کنند.